# Czech International 2014
Die Czech International 2014 im Badminton fanden vom 25. bis zum 28. September 2014 in Prag statt.

## Sieger und Platzierte
| Disziplin    | Gold                          | Silber                               | Bronze                                  |
| ------------ | ----------------------------- | ------------------------------------ | --------------------------------------- |
| Herreneinzel | Marc Zwiebler                 | Joachim Persson                      | Rasmus Fladberg                         |
| Herreneinzel | Marc Zwiebler                 | Joachim Persson                      | Henri Hurskainen                        |
| Dameneinzel  | Michelle Li                   | Mariya Ulitina                       | Anna Thea Madsen                        |
| Dameneinzel  | Michelle Li                   | Mariya Ulitina                       | Beatriz Corrales                        |
| Herrendoppel | Adam Cwalina Przemysław Wacha | Łukasz Moreń Wojciech Szkudlarczyk   | Baptiste Carême Ronan Labar             |
| Herrendoppel | Adam Cwalina Przemysław Wacha | Łukasz Moreń Wojciech Szkudlarczyk   | Lin Chia-hsuan Chia Hao-Lin             |
| Damendoppel  | Rachel Honderich Michelle Li  | Irina Khlebko Elena Komendrovskaja   | Amanda Madsen Isabella Nielsen          |
| Damendoppel  | Rachel Honderich Michelle Li  | Irina Khlebko Elena Komendrovskaja   | Anastasiya Dmytryshyn Darya Samarchants |
| Mixed        | Jonathan Nordh Emelie Fabbeke | Anatoliy Yartsev Evgeniya Kosetskaya | Kasper Antonsen Amanda Madsen           |
| Mixed        | Jonathan Nordh Emelie Fabbeke | Anatoliy Yartsev Evgeniya Kosetskaya | Evgeny Dremin Evgeniya Dimova           |